# Eisenbahnunfall von Othmarsingen
Beim Eisenbahnunfall von Othmarsingen fuhr am 18. Juli 1982 ein Güterzug dem Nachtschnellzug Dortmund–Rimini in die Flanke. Sechs Menschen starben.

## Ausgangslage
Der mit Lebensmitteln beladene Güterzug 41094 aus Italien war in der Nähe des Bahnhofs Othmarsingen, Kanton Aargau, Schweiz, nach Norden unterwegs. Er wurde von der Re 6/6 11674 gezogen.
In der Gegenrichtung näherte sich der Nachtschnellzug 295. Er war von Dortmund über Basel mit mehr als 500 vorwiegend deutschen und italienischen Reisenden nach Rimini unterwegs. Viele Fahrgäste wollten ihren Urlaub im Süden verbringen.
Der Streckenabschnitt zwischen Othmarsingen und Brugg der Bahnstrecke Brugg–Hendschiken war damals nur einspurig ausgebaut. Die Ausfahrt aus dem Bahnhof Othmarsingen in den einspurigen Streckenabschnitt war durch ein Signal gesichert, das für den Lokomotivführer des Güterzugs „Halt“ gebot. Die Stellwerkstechnik ließ es zu, dass ein Zug auf das „Halt“ gebietende Ausfahrsignal zufahren konnte, während die Einfahrweiche dahinter durch einen einfahrenden Zug genutzt wurde. Eine Zugbeeinflussung, die den Triebfahrzeugführer des Güterzugs gewarnt hätte, war nicht vorhanden. Auch eine Schutzweiche existierte nicht.

## Unfallhergang
Der Lokomotivführer des Güterzugs fuhr an dem „Halt“ gebietenden Signal vorbei, während der Schnellzug die Einfahrtsweiche passierte. Der Güterzug fuhr ihm deshalb in die Flanke. Die sieben Personenwagen am Schluss des Schnellzugs wurden dabei vom vorderen Zugteil getrennt, entgleisten und wurden aus den Schienen geworfen. Drei vollbesetzte Wagen stürzten um, zwei weitere wurden seitlich aufgeschlitzt.

## Folgen
Bei dem Unfall kamen drei deutsche und drei italienische Staatsangehörige ums Leben, darunter befand sich auch ein Kind. 100 weitere Menschen wurden verletzt, 29 davon schwer.
Die stark beschädigte Re 6/6 11674 an der Spitze des Güterzugs konnte wieder hergerichtet werden.